# Bersillies
Bersillies és un municipi francès, situat a la regió dels Alts de França, al departament del Nord. L'any 2006 tenia 263 habitants.

## Demografia
| 1962                                       | 1968 | 1975 | 1982 | 1990 | 1999 |
| ------------------------------------------ | ---- | ---- | ---- | ---- | ---- |
| 148                                        | 173  | 193  | 246  | 272  | 275  |
| Des de 1962: població sense dobles comptes |      |      |      |      |      |

## Administració
| Període | Identitat             | Partit |
| ------- | --------------------- | ------ |
| 2001-   | Marie-Paule Rousselle |        |